# Bro, Upplands-Bro kommun
Bro är en tätort i Upplands-Bro kommun, Stockholms län, belägen intill E18 mellan Enköping och Stockholm.  

## Historia
Bro järnvägsstation uppfördes 1876 i byn Härnevi. Detta medförde att Brobygdens centrum, som ursprungligen hade legat vid Bro kyrka, långsamt överfördes till det framväxande stationssamhället Bro. Stationen lades ned 1972. Bro återfick persontrafik på järnväg då pendeltågsstationen öppnades 2001.
Förutom några villor som uppfördes på 1920-talet förblev samhället småskaligt och först på 1950-talet började orten långsamt att förvandlas. 
De första husen, som senare bildade Bro centrum där det ligger idag, började uppföras på 1970-talet. Bro centrum totalförstördes av en brand 1992. Knappt två år senare invigdes ett nytt centrum med bostäder, butiker, bibliotek och kommunal service.

### Administrativa tillhörigheter
Bro ligger i Bro socken som genom 1862 års kommunalförordningar bildade Bro och Låssa landskommun (även stavat Bro och Lossa före 1940-talet) tillsammans med Låssa socken.  Bro och Låssa landskommun uppgick i sin tur i Upplands-Bro landskommun genom kommunreformen 1952. 1 januari 1971 ombildades landskommunen till Upplands-Bro kommun, som samtidigt överfördes från Uppsala län till Stockholms län. Bro har tillhört Upplands-Bro kommun och Stockholms län sen dess.

### Befolkningsutveckling
| Befolkningsutvecklingen i Bro 1945–2020                                                                | Befolkningsutvecklingen i Bro 1945–2020 | Befolkningsutvecklingen i Bro 1945–2020 | Befolkningsutvecklingen i Bro 1945–2020 | Befolkningsutvecklingen i Bro 1945–2020 |
| --- | --------------------------------------- | --------------------------------------- | --------------------------------------- | --------------------------------------- |
| |                                         |                                         |                                         |                                         |
| År |                                         |                                         | Folkmängd                               | Areal (ha)                              |
| 1945                                                                                                   | 1945                                    |                                         | 233                                     | ##                                      |
| 1950                                                                                                   | 1950                                    |                                         | 298                                     | ##                                      |
| 1960                                                                                                   | 1960                                    |                                         | 601                                     | 59                                      |
| 1965                                                                                                   | 1965                                    |                                         | 1 542                                   | 77                                      |
| 1970                                                                                                   | 1970                                    |                                         | 4 425                                   | 116                                     |
| 1975                                                                                                   | 1975                                    |                                         | 5 046                                   | 210                                     |
| 1980                                                                                                   | 1980                                    |                                         | 6 666                                   | 236                                     |
| 1990                                                                                                   | 1990                                    |                                         | 6 552                                   | 254                                     |
| 1995                                                                                                   | 1995                                    |                                         | 5 703                                   | 258                                     |
| 2000                                                                                                   | 2000                                    |                                         | 6 155                                   | 260                                     |
| 2005                                                                                                   | 2005                                    |                                         | 6 359                                   | 261                                     |
| 2010                                                                                                   | 2010                                    |                                         | 7 050                                   | 301                                     |
| 2015                                                                                                   | 2015                                    |                                         | 8 266                                   | 364                                     |
| 2020                                                                                                   | 2020                                    |                                         | 9 485                                   | 497                                     |
| Anm.: Sammanvuxen med Österhagen och Bergliden 2015. ## Som tätort/befolkningsagglomeration 1920–1950. |                                         |                                         |                                         |                                         |

## Samhället

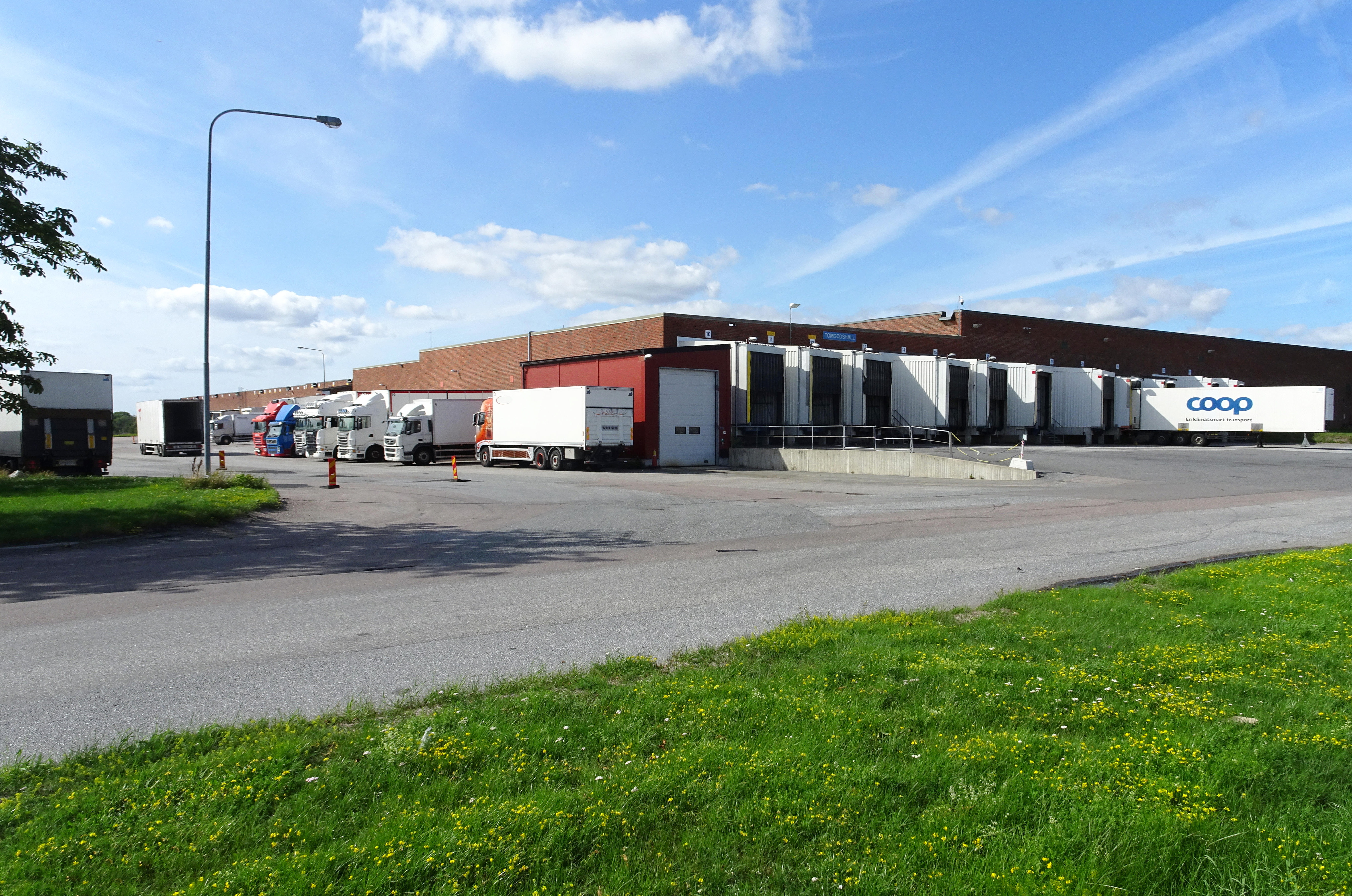
Coop Sverige Broterminalen, 2018.

Idag är Bro en expansiv ort med flera större bostadsprojekt och stor inflyttning. År 2012 meddelade Svensk galopp att deras nya nationalarena kommer att byggas i Bro. Sedan tidigare finns Bro-Hofs golfklubb i direkt anslutning till orten. Karlssons Varuhus som är en varuhuskedja har ett av sina 13 varuhus i Bro. Våren 2015 invigde Jysk en ny butik i Bro.
Största byggnaden i samhället är Broterminalen för Coop Sverige som är Coops huvudlager för kolonialvaror med en lageryta av 130 000 m². Utöver byggnaden vid Ängsuddsvägen 10 omfattar fastigheten även 520 000 m² mark.
I bro finns följande grundskolor:
- Broskolan, år 7–9
- Finnstaskolan, år F–6
- Härneviskolan, år F–6
- Råbyskolan, år F–6

## Kommunikationer

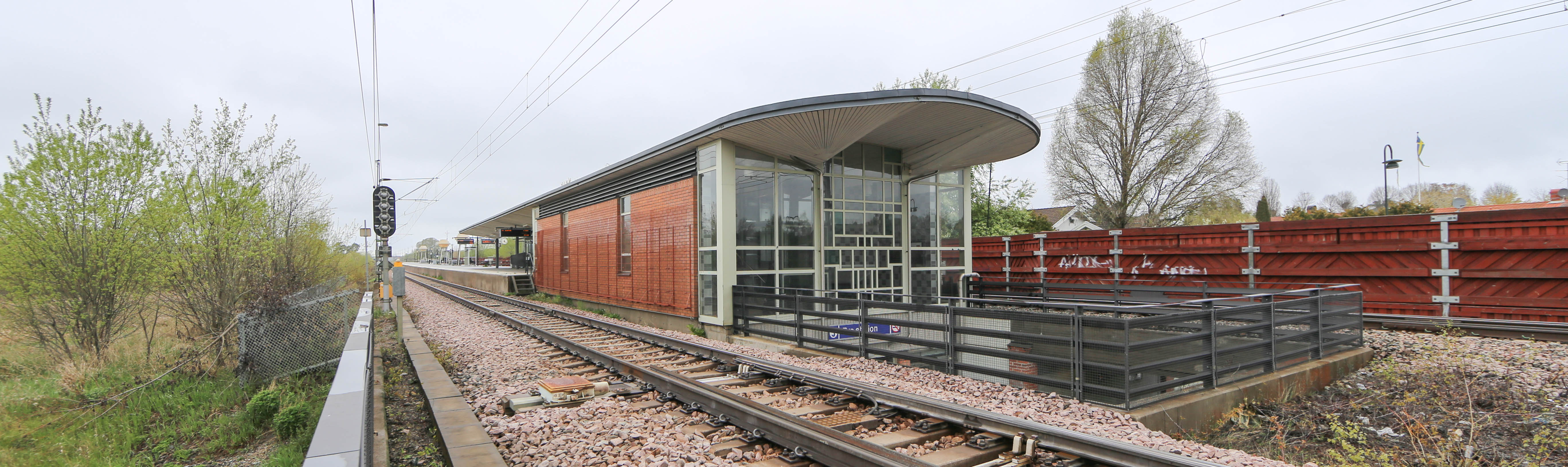
Bro pendeltågsstation

Kollektivtrafiken i Bro består dels av Bro station på pendeltågslinjen Bålsta–Stockholm, dels av SL:s busstrafik.
En trafikplats som kopplar Bro till motorvägen E18 är Kockbacka trafikplats som invigdes den 3 maj 2018.